# Colobostema luzonensis
Colobostema luzonensis är en tvåvingeart som beskrevs av Cook 1956. Colobostema luzonensis ingår i släktet Colobostema och familjen dyngmyggor.
Artens utbredningsområde är Filippinerna. Inga underarter finns listade i Catalogue of Life.